# Pedicularia decussata
Pedicularia decussata är en snäckart som beskrevs av Gould 1855. Pedicularia decussata ingår i släktet Pedicularia och familjen Ovulidae. Inga underarter finns listade i Catalogue of Life.